# 伊藤良夏
伊藤 良夏（いとう よしか、1980年7月22日 - ）は、日本の政治家、ファッションモデル。大阪維新の会に所属し、大阪市会議員を2期務めた。

## 来歴
大阪府大阪市住吉区山之内元町生まれ。大阪市立依羅小学校、金蘭会中学校・高等学校卒業。高校在学中から服飾モデルの仕事を始める。高校卒業後、金蘭短期大学に入学し、2002年に卒業。
大学卒業後、モデル活動の拠点を東京に移し、首都圏を中心に企業広告やCM、ショーへの出演を行ったほか、ファッションブランドのオーディションで日本代表に選抜され、フランスのパリ市内でも活動していた。
モデル活動中は芸能事務所office48（2004年7月設立）に所属していたが、契約を解除し、帰阪。社会福祉主事任用資格を取得し、親族が経営する社会福祉法人の仕事を通じて、悪化の一途を辿っていた待機児童問題に直面した。
2009年、それまで中断していたモデル業を関西圏で再開したが、関西圏の有能な人材の首都圏への流出を目の当たりにし、関西圏の状況を憂えるようになった。
2010年、当時の大阪府知事・橋下徹が代表を務める大阪維新の会が実施した、大阪市会議員選挙の候補者公募に合格し、同年9月15日、大阪市住吉区選挙区（定数5）で同党から公認を受け、出馬する意向を表明した。
2011年4月10日投開票の大阪市会議員選挙では、8,488票を獲得し、得票数4位で初当選した。
2016年、大阪公立大学大学院都市経営研究科修了。
2015年の大阪市会議員選挙では、大阪維新の会公認で住吉区選挙区から出馬。前回を上回る12,779票を獲得し、得票数3位で再選。なお同年より、モデル時代の所属事務所であったoffice48の関連会社であるフレイヴ エンターテインメントがマネジメントを担当している。
2016年5月、おおさか維新の会の馬場伸幸幹事長らが、同年7月の第24回参議院議員通常選挙に高木佳保里堺市議の擁立を模索。だが、高木が2月まで自民党に所属していたことや、かつて維新の看板政策である大阪都構想を批判していた経緯から、維新の内部ではこの人事に反発が起き、内部からも手をあげるべきと声が上がった。伊藤は「高木が有力」との情報を聞くと、公募締切の前日の5月24日に応募を決意し、深夜までかかって書類をまとめ、締め切り当日に応募した。
伊藤は「都構想の住民投票や前代表の橋下徹氏の後継を決める市長選などを全力で戦ってきた自分が、国政でも『維新スピリッツ』を体現できると思った」と応募動機を語っており、自身が維新の生え抜きであるいうプライドと、自民出身者の高木が有力視されている状況への不満を滲ませていた。
だが、党執行部は伊藤に対して、過去の政務活動費の不祥事（後述）などを理由に出馬に難色を示し、また幹部からも身を引くように説得が行われ、最終的に伊藤ではなく高木が候補者に選ばれた。
2018年に一般男性と結婚していることが明らかになり、同年11月に妊娠を発表した。
2019年4月の大阪市会議員選挙には出産を理由に出馬せず、大阪維新の会本部での職歴がある妹に地盤を譲った。翌月の5月に第一子となる男児出産を発表している。
同年7月の第25回参議院議員通常選挙に向けた日本維新の会の大阪選挙区の候補者として、同党は伊藤を擁立する方向で調整していた。だが、
党内の議員数名による反発などを受けたことから、同月15日には候補者を伊藤から元アナウンサーの梅村みずほに差し替える方針を固めた。一方で、 同党の松井一郎代表は、伊藤から梅村への候補者差し替えは、伊藤が出産後すぐであることから体調を考慮したとしている。

## 政策・主張
大阪維新の会の党是である「One大阪・大阪都構想」を掲げ、広域連携による規模的拡大、効率化を推進。大阪府・大阪市の統合による再編、インフラ・水道・消防等の府・市の二重行政の解消による財政再建を訴えていた。

## 不祥事
2012年から2013年、高級車レクサスのローンの一部を政務活動費より支払っていた。伊藤は2015年7月末に計80万8450円を全額返金。体調不良を理由に会見は開かず、政務活動費の充当が可能なリース契約と誤認したいう趣旨の謝罪のコメントを文書で発表した。

## 人物
- 三人姉妹の長女[15]。
- 妹は大阪市会議員の伊藤 亜実。
- 尊敬する政治家は橋下徹[15]。
- 座右の銘は「幸せはいつも自分のこころが決める」「うばい合えば足らぬ　わけ合えばあまる」（相田みつを）[15]。
- 社会福祉主事任用資格のほか、第一種普通自動車運転免許、1級小型船舶操縦士免許を取得している[2]。

## 出演

### スチール
- フォード化粧品
- 角川書店
- J-PHONE
- ワコール
- ECC総合教育機関
- ミズノ
- ヤマハ
- エレコム
- 西日本旅客鉄道（JR西日本）
- 小泉産業
- 千趣会
- ニッセン
- アシックス
- EXE

### CM
- 西日本旅客鉄道（JR西日本）
- 東日本旅客鉄道（JR東日本）
- 下鴨茶寮（花くずきり）
- 任天堂
- NTTドコモ
- 日本電気（NEC）

### ショー
- 神戸コレクション
- 神戸Sogo
- 梅田HEP FIVE